# San Rafael del Sur
San Rafael del Sur es un municipio del  departamento de Managua en la República de Nicaragua, el municipio fue creado el 11 de enero de 1831 y la ciudad el 16 de octubre de 1956. En el municipio se encuentran las playas de Montelimar, Masachapa, Pochomil y Pochomil Viejo.

## Geografía
El municipio de San Rafael del Sur tiene una extensión de 357.3 km², está ubicada entre las coordenadas 11° 51′ 0″ de latitud norte y 86° 27′ 0″ de longitud oeste, a una altitud de 126 m s. n. m.

### Límites

#### Municipios adyacentes
| Noroeste: Villa El Carmen | Norte: El Crucero    | Noreste: San Marcos |
| Oeste: Villa El Carmen    |                      | Este: San Marcos    |
| Suroeste: Océano Pacífico | Sur: Océano Pacífico | Sureste: Diriamba   |

## Historia
San Rafael del Sur se convirtió en municipio en 1831 y fue elevado a ciudad en 1956.

## Demografía
San Rafael del Sur tiene una población actual de 55,807 habitantes. De la población total, el 50.4% son hombres y el 49.6% son mujeres. Casi el 66.8% de la población vive en la zona urbana.

## Naturaleza y clima
La temporada de lluvia es nublada, la temporada seca es ventosa y mayormente despejada y es muy caliente y opresivo durante todo el año. Durante el transcurso del año, la temperatura generalmente varía de 22 a 32 °C y rara vez baja a menos de 21 °C o sube a más de 33 °C.
A lo largo de la costa del Pacífico hay tres populares balnearios con playas de arena fina: Masachapa, Pochomil y Pochomil Viejo.

### Masachapa
La playa Masachapa está ubicada a 12 kilómetros al Suroeste de San Rafael del Sur, se caracteriza por ser una aldea de pescadores, Diariamente los pescadores salen en la madrugada en sus lanchas artesanales a pescar y venden los pescados en el mercado local.
Masachapa cuenta con el hotel turístico Montelimar al norte y colinda al sur con Pochomil. En esta pequeña ciudad se encuentra una iglesia católica, centro de salud, farmacia, y múltiples pulperías (Tiendas de abarrotes pequeñas).

### Pochomil
El balneario popular de Pochomil está ubicado a 2 kilómetros al sur de Masachapa, consiste en un centro recreativo público de acceso popular, múltiples palapas (restaurantes de techo de paja) cuya especialidad es el pescado servido de diferentes maneras, varios pequeños hoteles, casas particulares y otras atracciones.

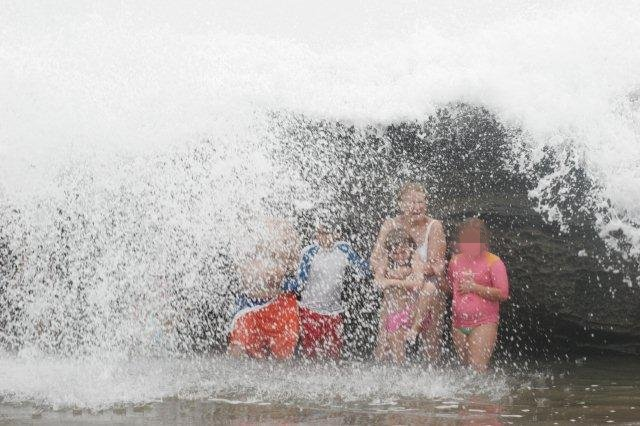
Cortinas de Agua en playa Pochomil

Pochomil goza de una playa muy amplia que inicia al norte en Masachapa y corre por 3.5 kilómetros hasta la zona del Madroñal y La Bahía. Al inicio de la Bahía se encuentra las cortinas, un atractivo local que en marea alta, las olas rompen contra las piedras formando unas cortinas de agua que le caen a los bañistas.
Durante fechas festivas de Nicaragua, esta playa es concurrida por miles de personas en buses o autos personales para vacacionar y escapar el calor del verano.

### Pochomil Viejo
Históricamente Pochomil Viejo fue una finca que en 1994 se lotificó en 50 terrenos y consiste en una playa amplia de más de un kilómetro. Geográficamente pertenece al municipio de Carazo pero su administración política le corresponde a la Alcaldía de San Rafael del Sur.
Debido a que no tiene estacionamiento público, esta playa es solo concurrida por personas que visitan las casas frente a la playa.